# Monastria
Monastria es un género de insectos blatodeos (cucarachas) de la familia Blaberidae, subfamilia Blaberinae.
Cuatro especies pertenecen a este género:
- Monastria angulata Saussure, 1864
- Monastria biguttata (Thunberg, 1826)
- Monastria papillosa (Thunberg, 1826)
- Monastria similis (Serville, 1838)

## Distribución geográfica
Se pueden encontrar, según especies, en Argentina, Brasil y Paraguay.

## Sinonimia
Este género fue clasificado por Walker en 1868 bajo la denominación Tarraga, incluyendo una única especie, la Tarraga guttiventris, que resultó ser la Monastria biguttata identificada previamente por Thunberg en 1826.